# بیترفلد-ولفن
شهر بیترفلد-ولفن در ایالت زاکسن-آنهالت در کشور آلمان واقع شده است.